# 清朗行动
“清朗行动”是指中华人民共和国国家互联网信息办公室（中共中央网络安全和信息化委员会办公室，中央网信办）牵头开展的代号为「清朗」的中国大陸互联网专项行动，「清朗」取自让网络空间天朗气清之意。行动内容主要包括打击利用互联网传播违法信息等。该项行动由2016年開始，每年行动的重点内容有所差异。中国大陸各地也会出台相应的措施响应国家「清朗」行动。

## 2016年清朗行动

### 主要内容
“涉少年儿童类APP集中整治”、“网址导航网站专项治理”、“打击利用云盘传播违法违规信息专项行动”、“违规微信公众账号专项整治”、“旅游出行网站专项整治”等。

### 影响与反应

#### 官方行动
- 11月25日中国网信网公布的《2016年国家网信办牵头开展“清朗”系列专项行动 剑指网络顽疾 形成持续震慑》文件显示，此次行动，共关闭传播淫秽色情、暴力血腥等信息的账号104.5万个、空间和群组129万个，抓捕犯罪嫌疑人1.7万余名等。[3]

## 2017至2019年
此段期间国家互联网信息办公室（中共中央网信办）并没有以"清朗"为代号开展互联网治理行动，但是此段时间有些地方政府网络监管部门以"清朗"为代号进行互联网治理行动，例如2019年河北开展“清朗·燕赵净网2019”专项行动。
此段期间内，国家网信办也在开展互联网治理行动，例如2019年1月开始，国家网信办启动网络生态治理专项行动，为期6个月。

## 2020年清朗行动

### 行动背景
2020年5月黑龙江鹤岗男孩钟美美模仿老师走红等未成年人当网络主播的现象不断引起舆论热议等。

### 主要内容
2020年5月22日国家网信办发布《国家网信办启动2020“清朗”专项行动》的通知，表示此次行动自5月22日起，为期8个月。
该通知显示，2020年“清朗”行动重点整治色情低俗、网络暴力、恶意营销、侵犯公民个人隐私等互联网等内容。

### 影响与反应

#### 官方行动
- 7月13日，国家网信办秘书局发布《关于开展2020“清朗”未成年人暑期网络环境专项整治的通知》，提出整治网课学习版块、不良动画动漫、直播、短视频网站平台信息、群聊论坛、恶意弹窗、无底线追星、饭圈互撕、游戏充值等7个方面涉及未成年人成长的议题，具体包括整治“蓝鲸死亡游戏”“死亡窒息”“心跳文学社”等内容。[11]
- 截止10月，共关闭违法网站13942家，各类违法违规账号578万余个。[12]

## 2021年清朗行动

### 行动背景
2021年发生多起涉及娱乐圈的争议事件：为《青春有你》选手打榜倒牛奶事件、郑爽代孕弃养风波、吴亦凡涉嫌强奸案、张哲瀚舊照風波、趙麗穎飯圈亂象禁言事件，粉丝群体在互联网上相互攻击等，因此整治中国内地娱乐圈"乱象"被媒体和舆论认为是此次行动的重点。

### 主要内容
2021年5月8日，中国国务院新闻办公室举行介绍2021年“清朗”系列专项行动的新闻发布会，表示2021年的行动分为8个专项行动：
- “清朗·整治网上历史虚无主义”：清理歪曲党史国史军史、鼓吹历史虚无主义等信息，为中共建党100周年营造良好的网上舆论氛围
- “清朗·春节网络环境”：整治首页首屏不良信息、生活服务类平台广告推送等；
- “清朗·算法滥用治理”：规范应用推荐算法进行新闻信息分众化传播的行为和秩序等；
- “清朗·打击网络水军、流量造假、黑公关”：清理网络水军等；
- “清朗·未成年人网络环境整治”：集中整治影响青少年身心健康、妨碍青少年上网学习的不良信息。
- “清朗·整治PUSH弾窗新闻信息突出问题”：整治移动客户端PUSH推荐违规“自媒体”信息等；
- “清朗·规范网站账号运营”：整治违规注册认证行为与假冒党政机关、媒体、机构和名人账号名称等问题，集中关闭一批违法违规账号。整治蹭时政热点、标题党、色情“擦边球”、规模化“洗稿”等恶意营销乱象。
- “清朗·整治网上文娱及热点排行乱象”：规范明星及其背后机构、官方粉丝团的网上行为，打击应援行为等。

### 影响与反应

#### 官方行动

##### “饭圈”整治
- 6月15日，中共中央网信办启动“清朗·‘饭圈’乱象整治”专项行动。[19]截止8月初，该行动已经清理了违规信息15万余条，处置账号4000余个，关闭群组1300余个。[20]8月23日，赵丽颖粉丝群的多个官方微博被禁言，是“清朗”行动以来首个因“互撕”遭大规模禁言的粉丝群体。[21] 8月24日，趙麗穎工作室因管理失位，被微博禁言15天，成為了平台史上受此懲戒的第一人。[22]
- 8月27日，中共中央网信办发布《关于进一步加强“饭圈”乱象治理的通知》，要求整治“饭圈”乱象，“取消明星艺人榜单”等内容。[23]随后新浪微博对数千个粉丝组织账号进行了“要求改名”、禁言等整改工作。[24]9月末，“豆瓣鹅组”停用整改两个月。[25]
- 9月2日，国家广播电视总局办公厅发布《关于进一步加强文艺节目及其人员管理的通知》，提出“坚决抵制违法失德人员”等八项措施，明确提出不得播出偶像养成类、明星子女真人秀等节目。[註 5][26]同日，中共中央宣传部印发《关于开展文娱领域综合治理工作的通知》[27]，部门负责人接受记者专访提问，要进一步强化行业管理，研究制定演员经纪机构、网络表演经纪机构等管理办法[28]。
- 9月7日，国家广播电视总局召開「廣播電視和網絡視聽文藝工作者座談會」，要求文藝從業者「始終把愛黨愛國作為本分、作為職責」[29]。
- 9月10日，地方广电卫视、中国演出行业协会以及爱奇艺等14家网络平台等多个相关方召开会议发布了相关措施[30]：酷狗音乐、新浪微博、爱奇艺、腾讯视频、优酷、哔哩哔哩、咪咕视频、今日头条、抖音、快手、QQ音乐、酷我音乐、咪咕音乐、小红书14家平台共同发布《构建清朗网络文化生态自律公约》。[31][32]
- 11月23日，中共中央网信办发布《关于进一步加强娱乐明星网上信息规范相关工作的通知》，嚴格把關娛樂明星網上訊息內容，並建立負面清單，禁止娛樂明星網上的緋聞炒作、惡意刷流量、不實爆料等[33]。

##### 其它方面
- 2月4日，国家网信办启动2021“清朗·春节网络环境”专项行动，[34]截止3月末，“清朗·春节网络环境”行动已封禁违规主播7200余个、处置账号7万余个等。[35]
- 5月，小紅書根據2021年清朗行动的部署開始清除平台内的炫富以及大吃大喝等內容。[36]
- 7月21日，中央网信办启动“清朗·暑期未成年人网络环境整治”专项行动[37]，明确禁止16岁以下未成年人出镜直播等行为。
- 8月27日，国家网信办启动清朗·商业网站平台和“自媒体”违规采编发布财经类信息专项整治，[38]截止9月初，处置涉及商业网站平台到自媒体账号3000余个。[39]
- 8月27日，国家网信办启动清朗·移动应用程序PUSH弹窗突出问题专项整治。[40]
- 9月1日，施行《关于进一步严格管理 切实防止未成年人沉迷网络游戏的通知》，针对未成年人过度使用甚至沉迷网络游戏问题，进一步严格管理措施[41]。
- 9月8日，中共中央宣传部、国家新闻出版署有关负责人会同中央网信办、文化和旅游部等部门，对腾讯、网易等重点网络游戏企业和游戏账号租售平台、游戏直播平台进行约谈[42]。
- 10月29日，中共中央宣传部、国家广播电视总局就衛視節目存在的「過度娛樂化」問題，約談上海、江蘇、浙江、湖南廣播電視台[43]。
- 11月19日，首届中国网络文明大会上午在北京开幕[44]。

#### 舆论反应
- 8月末，中国百余位明星發布理智追星倡议书，声明响应“清朗”行动。[45]
- 据9月媒体到报道，韩国媒体有评论认为担心此次行动使中韩文化交流受到影响，认为中方有关举措有针对韩国的一面。[46]
- 文娱圈内部部分经纪人、青年演员等从业人员表示“清朗行动”可以让文化娱乐产品回归艺术作品本质，将会给不具备“高流量”但有实力的演员更多机会。[47]
- 9月6日，中国青少年新媒体协会发布关于响应中国国家号召，清朗网络空间的倡议书。[48]

## 2022年清朗行动
2022年3月17日，中国国务院新闻办公室举行关于2022年“清朗”系列专项行动新闻发布会，宣布本年清朗行动包括10个方面重点任务：
- "清朗·打击网络直播、短视频领域乱象"专项行动
- "清朗·MCN机构信息内容乱象整治"专项行动
- "清朗·打击网络谣言"专项行动
- "清朗·2022年暑期未成年人网络环境整治"专项行动
- "清朗·整治应用程序信息服务乱象"专项行动
- "清朗·规范网络传播秩序"专项行动
- "清朗·2022年算法综合治理"专项行动
- "清朗·2022年春节网络环境整治"专项行动
- "清朗·打击流量造假、黑公关、网络水军"专项行动
- "清朗·互联网用户账号运营专项整治"行动

2023年3月28日，在中国国务院新闻办公室举行的新闻发布会上，官方宣布中国国家网信办在2022年共开展13项“清朗”专项行动，“清理违法和不良信息5430余万条，处置账号680余万个，下架App、小程序2890余款，解散关闭群组、贴吧26万个，关闭网站7300多家”。

## 2023年清朗行动

### 主要内容
2023年1月18日，中央网信办决定开展为期1个月的“清朗·2023年春节网络环境整治”专项行动。网信办称，主要针对“饭圈”、网络炫富和暴饮暴食、网络赌博和网络诈骗、封建迷信和不良现象、网络欺凌和网络沉迷、虚假信息和渲染灰暗情绪等。其中，网信办明确强调“严格管控借发布回乡笔记、返乡见闻等不实信息刻意煽动地域攻击、散布焦虑情绪、渲染社会阴暗面等问题”。
2023年3月28日，国家互联网信息办公室违法和不良信息举报中心主任申月表示国家网信办准备开展“清朗·优化营商网络环境 保护企业合法权益”专项行动，着力维护企业和企业家的网络合法权益，严厉打击网上恶意损害企业和企业家形象声誉等行为。国家网信办副主任牛一兵表示，2023年清朗系列专项行动重点整治自媒体乱象。2023年“清朗”系列专项行动，将以“推动形成良好网络生态”为工作目标，聚焦9方面新情况新问题和难点瓶颈。具体包括：从严整治“自媒体”乱象；打击网络水军操纵信息内容；规范重点流量环节网络传播秩序；优化营商网络环境、保护企业合法权益；生活服务类平台信息内容整治；整治短视频信息内容导向不良问题；2023年暑期未成年人网络环境整治；网络戾气整治；2023年春节网络环境整治。
2023年4月28日，中央网信办秘书局发布关于开展“清朗·优化营商网络环境 保护企业合法权益”专项行动的通知。网信办称，此次行动意图“深入清理处置涉企业、企业家虚假不实和侵权信息，坚决打击恶意炒作行为，依法查处侵害企业、企业家合法权益的网站平台和账号，为企业聚精会神干事业、心无旁骛谋发展营造良好的网络舆论氛围。重点治理假冒仿冒他人企业名称、注册商标、品牌等开设网站、注册账号、上架APP和小程序等；采用‘贴标签’‘带节奏’‘放大镜’等方式恶意散布所谓‘民营企业卖国论’‘民营企业离场论’‘国进民退’等论调，渲染丑化、煽动抵触国有经济、民营企业等十类网络乱象”。

## 2024年清朗行动
2024年3月15日，中央网信办開展2024年“清朗”系列专项行动，主要分为10个专项行动：
- "清朗·2024年春节网络环境整治"：集中整治误导性旅游攻略、自导自演离奇剧情视频；煽动群体对立；编造不实返乡见闻；违法引流信息；炫富拜金与无底线追星；危害未成年人身心健康等问题，营造积极向上的春节网上氛围。
- "清朗·优化营商网络环境"：重点整治散布涉企虚假信息、造谣抹黑企业、以舆论监督名义敲诈勒索等行为。
- "清朗·打击违法信息外链"：整治利用暗号套路发布色情、赌博等非法外链，加强图形化符号化引流识别，开展跨平台联动排查黑灰产，移交违法犯罪线索。
- "清朗·整治'自媒体'无底线博流量"：整治造热点蹭热点制造信息陷阱行为，规范时事类信息标注及AI生成内容标识，严格营利权限审核，优化优质内容分发机制。
- "清朗·网络直播乱象整治"：重点整治虚假"扮穷卖惨"带货、虚构相亲炒作、传播软色情内容、深夜低俗直播、恶俗PK行为、虚假科普信息等7类突出问题。
- "清朗·规范生成合成内容标识"：落实生成式AI管理规定，清理未有效标识的合成内容，处置利用生成技术造谣营销的违规账号。
- "清朗·2024暑期未成年人网络保护"：整治首屏弹窗涉未成年人不良内容，打击变相低俗二创、网络欺凌、隔空猥亵等行为，严管儿童智能设备内容，防范网络沉迷。
- "清朗·规范网络语言文字使用"：整治滥用错别字、谐音梗传播不良信息行为，优化平台错字提示功能，畅通举报渠道处置不规范用语。
- "清朗·整治违规互联网新闻服务"：严查无证超范围新闻服务、倒卖新闻许可证、发布虚假新闻等行为，加强"新闻"类账号资质审核，处置违规主体。
- "清朗·同城版块信息整治"：重点整治低俗营销、网络水军、谣言虚假信息等同城多发问题，优化地理位置推荐机制，防止扎堆推送违法信息。

4月21日，中央网信办发布《关于开展“清朗·整治‘自媒体’无底线博流量”专项行动的通知》，宣佈要打擊刻意炫富的網紅賬號。之後多个互聯網平台发布关于打击宣扬炫富的公告。5月21日晚，网红賬號王红权星被各平台封禁。柏公子、鲍鱼家姐等網紅賬號也被禁言。
10月11日，央视新闻发布消息称中央网信办、教育部已印发通知，部署开展“清朗·规范网络语言文字使用”专项行动，关注部分网站平台在热搜榜单、首页首屏、发现精选等重点环节呈现的语言文字不规范、不文明现象，重点整治歪曲音、形、义，编造网络黑话烂梗，滥用隐晦表达等突出问题。

## 2025年清朗行动
2025年2月21日，中央网信办发布2025年“清朗”系列专项行动整治重点，主要分为“整治春节网络环境、整治“自媒体”发布不实信息、整治短视频领域恶意营销、整治AI技术滥用乱象、整治涉企网络“黑嘴”、整治暑期未成年人网络环境、整治网络直播打赏乱象、整治恶意挑动负面情绪”等8个方面。

## 备注
1. ↑  读者注意：本条目从2016年开始，但并不意味着有明确证据显示"清朗"专项行动最早开展的年份为2016年，只是因为笔者于2021年9月查询时发现：2016年以前并没有发现国家网信办面向全国发布的且名称内含有"清朗"专项行动的文件。
编者注意：请有能力的编者考证后加入开始年份。
2. ↑  出于关注度、篇幅、内容相似度等原因考虑，本条目对地方政府的行动不予表述，下文所有”官方行动“均为国家网信办/中央网信办行动或具有中国全国关注度的行动。
3. ↑  为表述方便，下文中国、国家均指中华人民共和国，中央均指中共中央、党中央
4. ↑  2021年9月9日查询中国网信办官网显示，2017年至1019年间，并没有国家网信办面向全国发布的且名称内含有"清朗"专项行动的文件，且经过网络搜索引擎亦没有查询到此类文件。
5. ↑  注意：此项行动发文单位并不是国家网信办，但是综合发文内容和中国新闻网的表述可知，此通知与国家网信办的“清朗”专项行动高度相关，故罗列在此。